# Município Cahama
Município Cahama är en kommun i Angola.   Den ligger i provinsen Cunene, i den sydvästra delen av landet, 800 km söder om huvudstaden Luanda.
Omgivningarna runt Município Cahama är huvudsakligen savann. Runt Município Cahama är det mycket glesbefolkat, med 4 invånare per kvadratkilometer.